# Sadaka
Per l'emir mazyàdida d'Hilla vegeu Sàdaqa ibn Mansur
Sadaka fou emir d'Elbistan de la dinastia Dhul-Kadr, fill i successor de Shaban Suli, proclamat després de l'assassinat del seu pare pels egipcis el 1398.
El nou emir no presentava problemes pels egipcis, però llavors va intervenir un factor extern inesperat: les forces de l'emirat otomà es van presentar a Elbistan a la primavera del 1399 i el van deposar. Els otomans van posar al tron a Nasir al-Din Muhammad, fill de Ghars al-Din Khalil.